# Прапор Підлужного
Прапор Підлужного — офіційний символ села Підлужне, Рівненського району Рівненської області, затверджений 12 липня 2006 р. рішенням сесії Підлужненської сільської ради.
Автори — А. Гречило, Ю. Терлецький, М. Омельчук і О. Кособуцький..

## Опис
Квадратне полотнище, що складається з трьох вертикальних смуг — білої, зеленої та білої (співвідношення їхніх ширин рівне 1:3:1), посередині зеленої смуги – жовта квітка мати-й-мачухи.

## Значення символів
Квітка підбілу та зелене поле вказують на щедрі луги та назву села, срібні бічники означають річки Горинь і Замчисько, води яких омивають Підлужне.